# Apple Podcasts
Apple Podcasts (відома просто як програма Подкасти в операційних системах Apple) — служба потокового аудіо та програвач мультимедіа, розроблена Apple Inc. для завантаження, потокового відтворення, пошуку, прослуховування та обміну подкастами. Apple почала підтримувати подкасти починаючи з iTunes 4.9, що була випущена в червні 2005 року, і запустила свою першу автономну мобільну програму у 2012 році. Із жовтня 2014 року програма попередньо встановлена разом із iOS. Каталог Apple Podcasts містить понад два мільйони шоу. Apple Podcasts доступна на iOS, iPadOS, macOS, watchOS, tvOS, CarPlay, операційних системах Microsoft Windows і на пристроях Amazon Alexa.

## Історія
Apple була одним з перших промоутерів подкастів, додавши функції відтворення до iTunes 4.9, випущеної в червні 2005 року, і створила каталог шоу у своєму iTunes Music Store, починаючи з 3000 записів. У квітні 2020 року Apple Podcasts налічувала понад мільйон шоу. У червні 2021 року Apple запустила можливість для авторів подкастів реалізувати платні підписки через канали подкастів.

### Відсоток ринку
У 2018 році Apple мала частку ринку подаксів у США на рівні 34 %. У березні 2021 року Apple Podcasts втратила аудиторію та мала приблизно 28 мільйонів слухачів щомісяця в США та 23,8 % ринку. Це був перший місяць, коли компанія мала меншу аудиторію ніж Spotify Podcasts, найпопулярнішої на той момент платформи для подкастингу в Сполучених Штатах.

## Платформи програм

### Версії для iOS, tvOS, та watchOS
Окрема програма «Подкасти» була анонсована на Apple Worldwide Developers Conference 2012 року як базова функція iOS 6. Apple випустила програму в App Store 26 червня 2012 року. Вона додає нову функцію «станції» для виявлення нових подкастів. Це також стандартна програма у CarPlay.
Окрема програма «Подкасти» була представлена для Apple TV 2-го та 3-го поколінь 24 вересня 2012 року з оновленням програмного забезпечення до версії 6.0. Apple TV 4-го покоління на базі tvOS було запущено в жовтні 2015 року без можливості відтворення подкастів. Це сталося незважаючи на те, що іконка «Подкасти» з'являється на головному екрані в рекламних роликах, демонстраційних циклах у магазині та документації для розробників. Програма «Подкасти» зʼявилася разом із tvOS 9.1.1, випущеною 26 січня 2016 року.
«Подкасти» було додано до Apple Watch з watchOS 5 17 вересня 2018 року.

### Версії для macOS і Windows
Apple Podcasts для macOS і Microsoft Windows спочатку була доступна як частина програми iTunes, у якій зʼявилася підтримка подкастів у версії 4.9 у червні 2005 року.
Apple оголосила на WWDC 2019, що iTunes для macOS буде розділено і замінено програмами «Музика», «Apple TV» і «Подкасти» з випуском macOS Catalina. Apple Podcasts залишається доступною у iTunes в операційній системі Microsoft Windows.

### Розумні колонки
HomePod підтримує Apple Podcasts за допомогою голосового інтерфейсу користувача. У грудні 2019 року в лінійку Amazon Echo було додано підтримку Apple Podcasts.

## Оцінки
Критичні відгуки про програму Apple «Подкасти» зазвичай неоднозначні. У 2012 році Engadget заявив, що програма «Подкасти» «дає можливість пробитися крізь безлад iTunes». У 2017 році Slate розкритикував її за збої та низьку якість звуку. У 2019 році The Verge назвав програму «обломом» та «безглуздою і досить незграбною, навіть якщо мова йде про основні функції, як-от підписка».